# Кутлугуза
Кутлугуза (баш. Ҡотлоғужа) — деревня в Гафурийском районе Республики Башкортостан Российской Федерации. Входит в состав Бельского сельсовета.

## География

### Географическое положение
Расстояние до:
- районного центра (Красноусольский): 22 км,
- центра сельсовета (Инзелга): 4 км,
- ближайшей ж/д станции (Белое Озеро): 23 км.

## История
В «Списке населенных мест по сведениям 1870 года», изданном в 1877 году, населённый пункт упомянут как деревня Кутлугузина 2-го стана Стерлитамакского уезда Уфимской губернии. Располагалась при ключе, по правую сторону реки Белой, в 30 верстах от уездного города Стерлитамака и в 15 верстах от становой квартиры в селе Табынское. В деревне, в 98 дворах жили 493 человека (244 мужчины и 249 женщин, тептяри, башкиры), были мечеть, училище. Жители занимались земледелием, скотоводством, лесным промыслом, работали на заводах и золотых приисках.

## Население
| 2002 | 2009 | 2010 |
| ---- | ---- | ---- |
| 307  | ↗338 | ↘314 |

Согласно переписи 2002 года, преобладающие национальности — башкиры (71 %), татары (29 %).